# Despegar
Despegar (antiguamente Despegar.com) es una empresa de viajes  en Latinoamérica con base en Buenos Aires, Argentina. Fue fundada en 1999 por Roberto Souviron y hoy forma un grupo consolidado que integra a Best Day, Viajes Falabella, Stays, HotelDo, Viajanet y Koin.

## Historia
En 1999 Roberto Souviron, fundador de Despegar tenía que viajar a EE. UU. a buscar su diploma de MBA en la universidad de Duke. Cuando fue a comprar pasajes notó que existía una necesidad en el mercado, una plataforma que facilitara el proceso por internet, en el país del norte recién surgían estos emprendimientos pero no en Latinoamérica.
Despegar fue registrada el 3 de agosto de 1999 en el estado de Delaware, en Estados Unidos por cuestiones impositivas. La misma se llevó a cabo por el emprendedor argentino Roberto Souviron y los cofundadores Ernesto Cadeiras, Mariano Fiori, Martín Rastellino, Alejandro Tamer y Christian Vilate.
El fondo inicial de la empresa de Fiori y Rastellillo se completó con los aportes de Vilate, Tamer, Rastellino y Fuchs. Todos pusieron 15.000 dólares para arrancar y, mientras tanto, seguían en sus trabajos formales. 
El primer millón se logró con ayuda de un amigo que trabajaba en un fondo boutique y consiguió plata de cinco personas que querían apostar a internet. Hasta el lanzamiento fue una empresa voluntarista. El site se hizo con el novio de una amiga de uno de los dueños. En un principio se registró la marca en Argentina a nombre de Tamer y no a nombre de la compañía. Luego se tuvo que cambiar por pedido de uno de los inversores extranjeros, cuando estaban cerrando la primera ronda de inversión.
El objetivo inicial fue evitar que los viajeros hicieran largas colas en las ventanillas de las aerolíneas para conseguir un vuelo. Como muchos proyectos de Internet buscó expandirse rápidamente y en 10 meses abrió 9 oficinas en las principales ciudades de Latinoamérica. Fue una de las primeras firmas en ofrecer la posibilidad a los usuarios de comprar en línea un vuelo y reservar una habitación en un hotel en Internet. En pocos años se sumaron otros servicios como el alquiler de vehículos y viajes en cruceros. Hoy es la agencia con mayor presencia en la región y líder en ventas.
Para el año 2000 la compañía inicia operaciones en Brasil, Colombia, Chile, México y Uruguay; los principales países latinos.
En 2001 EE.UU y Venezuela se agregan a sus operaciones.
Con el objetivo de consolidarse en Latinoamérica y asociar su marca al concepto de turismo, Despegar absorbió en 2002 a su competidora, Viajo.com y generó alianzas con otros sitios de Internet para que le proveyeran tráfico y negocios como Ciudades.com o Viajeros.com. También cerró alianzas para facilitar el acceso a viajeros a la compra anticipada de entradas, comidas y hoteles de los parques de Disney World Resorts y más recientemente con Universal Studios. 

En 2007 se agrega Perú a su negocio. En tanto para 2009 comienza a operar en la mayoría restante de Latinoamérica: Bolivia, Costa Rica, República Dominicana, Ecuador, Guatemala, Nicaragua, Paraguay, Panamá y Puerto Rico. Uno de los hitos de la compañía se daría también en 2009, cuando se añadió el servicio de reserva de hoteles a su negocio.
Para el año 2010, según la Asociación de Transporte Aéreo Internacional (IATA, por sus siglas en inglés) Despegar era la agencia que más pasajes aéreos vendía en Argentina. En Brasil, Decolar, logró el mismo resultado.
Las incorporaciones de servicios prosiguieron y en 2012 se agregó a su oferta paquetes turísticos, cruceros, alquileres de autos y se lanza la aplicación móvil. Para 2013 se adicionan alquileres temporales y servicios en destino. En 2014 se adicionan el programa de afiliados y asistencia al viajero.
En 2015 Expedia adquiere una participación del 16,4% en Despegar, la cual compró por USD 270.000.000.
En el año 2016 se da la última incorporación de servicios con pasajes en ómnibus. En ese mismo año se detectó que la aplicación móvil ya concentraba el 50% del tráfico de datos.
El 19 de septiembre de 2017 la empresa hizo su debut en Wall Street. La acción se lanzó a USD 26 en la oferta pública inicial y cerró con alza de 24,5% en su primer día de operaciones, a 32,36 dólares. La cotización que alcanzó supone una valoración de unos USD 2.000 millones. Con este debut Despegar pasó a ser conocida como uno de los "unicornios" de América Latina, compañías que en su debut bursátil obtiene una elevada capitalización de mercado por encima de los 1.000 millones de dólares.

## Filiales
Actualmente Despegar cuenta con presencia en 20 países.

## Decolar
Decolar es la filial brasileña de la empresa. El nombre "Decolar" es la traducción literal de la palabra "despegar" al portugués.
A pesar de ser considerada una filial, la brasileña Decolar concentra aproximadamente el 60% del volumen de ventas de todo el grupo, lo que posiciona a Brasil como el mayor mercado de la compañía.
La sede principal está en el Distrito Alphaville de la ciudad de Barueri, en la Región metropolitana de São Paulo, y cuenta con más de 650 empleados en todo el país. Además de la sede principal, posee oficinas en las ciudades de Río de Janeiro, Florianópolis y Fortaleza.
Despegar es controlada por el fondo de inversión Tiger Global Management, de Nueva York y cuenta con más de 4 mil profesionales, con una facturación de aproximadamente 4000 millones de dólares anuales. En el informe anual de la bolsa de valores en febrero de 2019 dijo contar con el 17,8% , una disminución del 60% en referente al año anterior, sin embargo sigue siendo su mayor accionista.

## Polémicas
El 26 de febrero de 2014 la AFIP (Administración Federal de Ingresos Públicos) clausuró preventivamente sus oficinas en Buenos Aires. La medida respondió a que, según AFIP, la empresa no habría pagado impuesto a las Ganancias en la Argentina los últimos 5 años. El organismo pidió a la Justicia que cierre temporalmente la comercialización de pasajes turísticos en la web. Cabe destacar que la clausura no respondió a una orden judicial, fue de carácter preventiva y la llevó adelante el organismo fiscal de Argentina.
La AFIP abrió una causa que fue radicada en el juzgado Penal Tributario de Javier López Biscayart (expediente 428/13). 
El 17 de marzo de 2015, el mismo juez sobreseyó a Despegar, medida que no fue apelada por la AFIP con lo cual la causa quedó cerrada. Asimismo, el magistrado le impuso al organismo tributario que afronte las costas del juicio, dado que consideró un "dispendio jurisdiccional innecesario" y una "desproporcionada presentación".

## Compra de BestDay
El 27 de enero de 2020 se anuncia la compra de la empresa mexicana BestDay por parte de Despegar, por una suma de USD 136.000.000, acción que permitirá a este último expandir sus operaciones en México.